# Matt Haig
Matt Haig (Sheffield, 3 de julho de 1975) é um romancista e jornalista inglês. Ele escreveu livros de ficção e não-ficção para crianças e adultos, muitas vezes no gênero de ficção especulativa. É um autor best-seller internacional com livros publicados em mais de 30 idiomas.

## Biografia
Haig nasceu em 1975 em Sheffield, Inglaterra. Ele estudou Inglês e História na Universidade de Hull. Começou a sua carreira como jornalista, tendo colaborado com conceituadas publicações britânicas. Iniciou sua carreira como escritor de ficção em 2004.
Em agosto de 2018, ele escreveu letras para o álbum de música do cantor e compositor inglês Andy Burrows, cujo título foi derivado do livro de Haig, Reasons to Stay Alive.
Haig é casado com Andrea Semple; eles têm dois filhos e um cachorro. Ele reside em Brighton, Sussex. Com o ensino doméstico ele educa seus filhos em casa. Alguns de seus trabalhos - especialmente parte dos livros de não-ficção - são inspirados no colapso mental que sofreu quando tinha 24 anos. Ele ainda sofre de ansiedade de vez em quando e se identifica como ateu.

## Obras
- The Last Family in England (2004)
- The Dead Fathers Club (2006) Sociedade dos Pais Mortos (Record, 2011)
- The Possession of Mr Cave (2008) A possessão do Sr. Cave (Record, 2012)
- The Radleys (2010) Os Radley (Record, 2011)
- The Humans (2013)
- How to Stop Time (2017)
- The Midnight Library (2020); A Biblioteca da Meia-Noite (Bertrand, 2021)
- The Life Impossible (2024)

### Infantis
- Shadow Forest (2007) Floresta Sombria (Record, 2013)
- Runaway Troll (008)
- To Be A Cat (2013)
- Echo Boy (2014)
- A Boy Called Christmas (2015)
- The Girl Who Saved Christmas (2016)
- Father Christmas and Me (2017)
- The Truth Pixie (2018)
- Evie and the Animals (2019)
- The Truth Pixie Goes to School (2019)
- Evie in the Jungle (2020)

### Não-ficção
- How Come You Don't Have An E-Strategy (2002)
- Brand Failures (2003)
- Brand Royalty (2004)
- Brand Success (2011)
- Reasons to Stay Alive (2015) Razões para Continuar Vivo (Intrínseca, 2017)
- Notes on a Nervous Planet (2018) Observações Sobre Um Planeta Nervoso (Intrínseca, 2020)
- The Comfort Book (2021) O Livro do Conforto (Intrínseca, 2021)